# 渔业

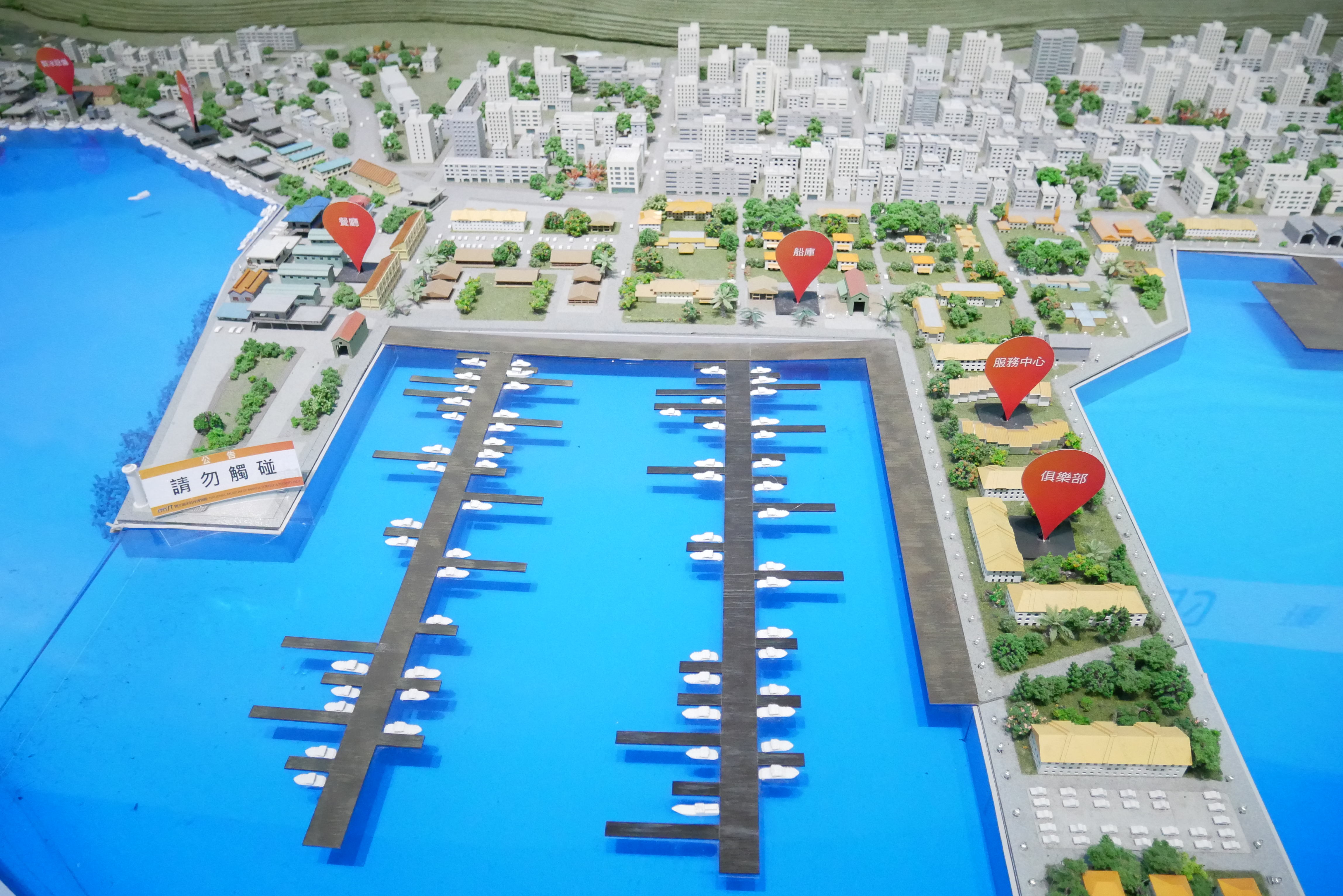
國立海洋科技博物館內漁港模型

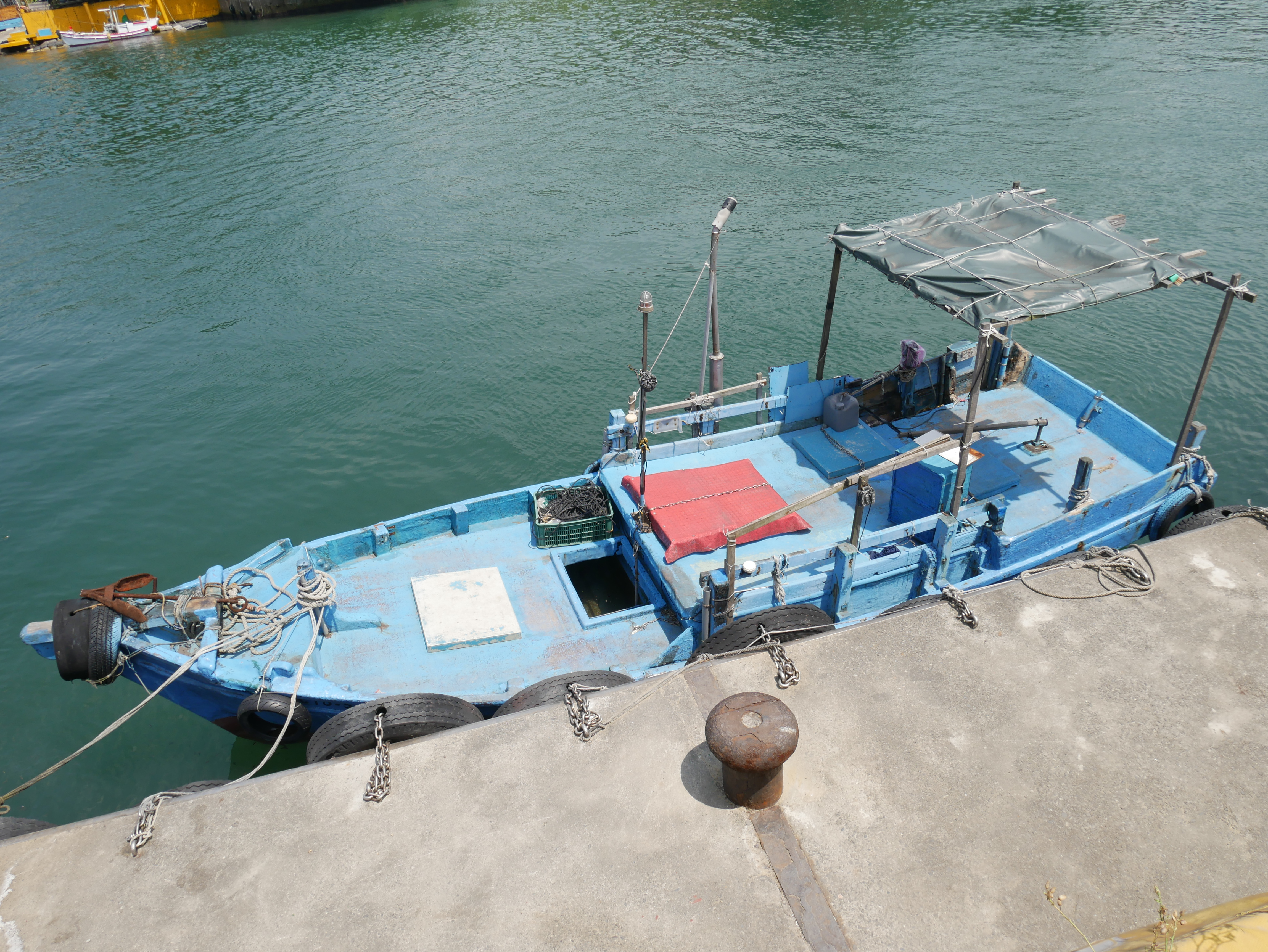
臺灣基隆市八尺門漁港內的漁船

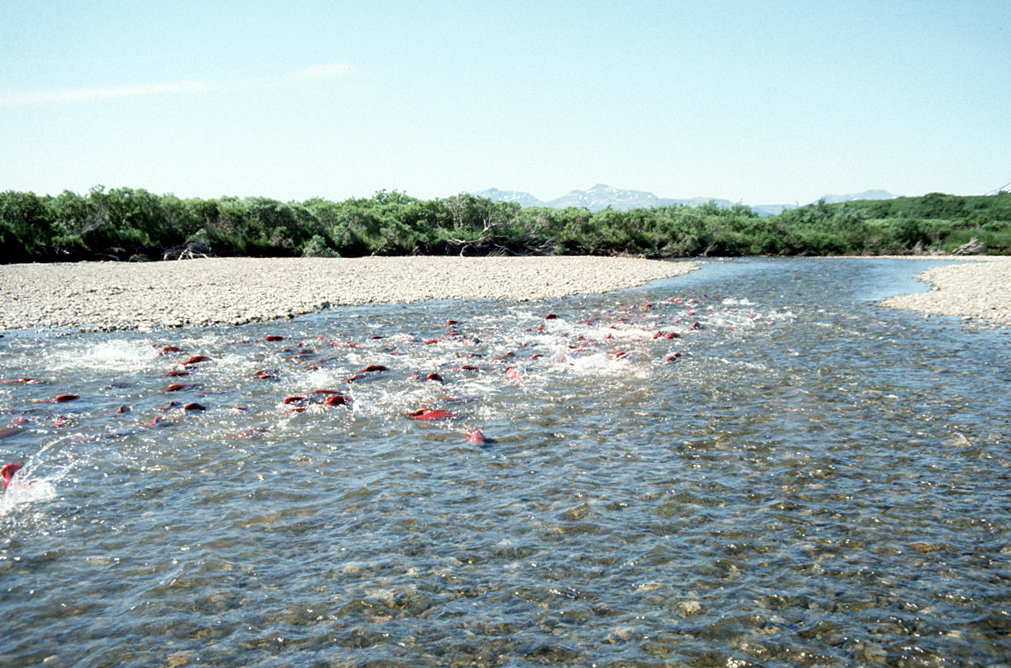
阿拉斯加西南部贝查尔夫荒野中的鲑鱼渔场中的鲑鱼产卵。

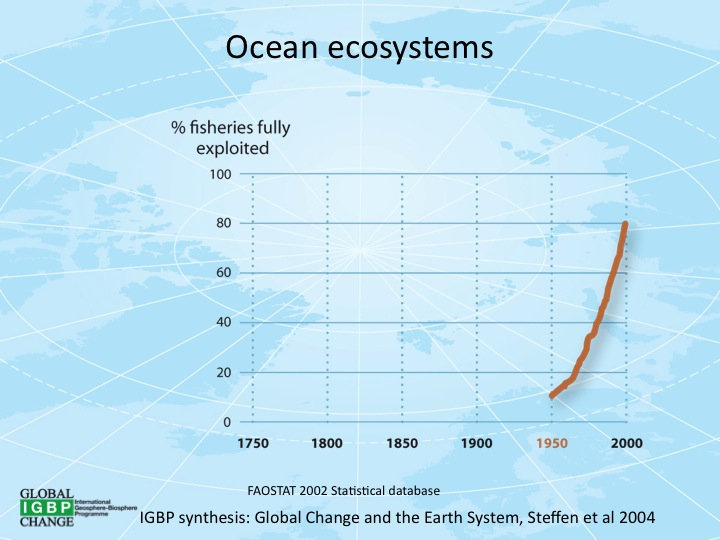
渔业资源开发随时间变化所占百分比

漁業（fishing industry）是指参与捕捞收获各种野生或开放養殖的水生動物（食用鱼类、甲壳动物、头足动物、贝类、棘皮动物等）、藻类（比如海带）和植物（比如莲藕）以换取商业价值的產業和行業，广义上除了捕捞业以外还包括水产养殖，是第一产业中水產業的重要组成部分。渔业的从业者称为渔民，所使用的水面载具称为渔船，用来进行捕捞运作的水域称为渔场。
商业渔业包括淡水（约占全部捕捞量的10%）和海洋（约90%）的野生渔业，全世界大约有5亿人在经济上依赖于渔业维持生计。2016年渔业产量为1.71亿吨，但过度捕捞和生态破坏造成的不可持续性正成为一个日益严重的环境资源管理问题。
休闲渔业在许多地方也都很受欢迎，主要负责维持当地水体的游钓鱼数量以满足垂钓爱好者的渔获需求，尤其是在北美（美国和加拿大）、欧洲（主要是西欧和北欧）、澳大利亚和新西兰等西方国家。

## 定义
根据联合国粮农组织的定义：“……渔业通常指收获鱼的活动，可以包括捕获野生鱼类或通过水产养殖养殖鱼类。”而捕捞业“包括休闲、自给和商业捕鱼，以及收获、加工和销售行业”。它的定义通常是根据“所涉及的人、鱼类的种类或种类、水域或海床的面积、捕鱼方法、渔船的类别、活动的目的或上述特征的综合”。
这个定义通常包括一个地区的鱼和渔民，后者用类似的鱼具捕捞类似的鱼种。一些政府和私人组织，特别是那些侧重于休闲捕鱼的组织，在其定义中不仅包括渔民，而且包括鱼和鱼赖以生存的栖息地。

## 经济意义
发展中国家5亿多人的生计直接或间接地依赖于渔业和水产养殖。过度捕捞，包括捕撈超過以維持生態永續水準量的鱼类，正在世界许多区域减少鱼类资源和相关就业。

## 历史
在有歷史之前，魚肉在世界許多地方都是當地人重要的營養來源，一直到現代社會都是如此，在許多的古文明和裡面都可以見到關於漁業的記載。

### 近代發展
近年來，由於科技的進步，使得遠洋漁業得以發展，但是因為過度捕撈，使得各地渔场的漁業資源枯竭成為一個問題。另一方面，在中國行之以久的養殖漁業在1970年代後也逐漸地成為西方國家以及世界其他地方的新興產業。

## 延伸阅读
[在维基数据编辑]